# Bahnstrecke Neustadt–Herzberg
| Bahnhof Neuruppin Rheinsberger Tor | |                                      |                                      |
| Streckennummer (DB): | 6946 |                                      |                                      |
| Kursbuchstrecke (DB): | 209.53, 209.54 (bis 2006) |                                      |                                      |
| Kursbuchstrecke: | 106a (Neustadt (Dosse) – Neuruppin Hbf 1934) 106e (Neuruppin Hbf – Herzberg (Mark) 1934) 121n (Neustadt (Dosse) – Neuruppin Hbf 1946) 121h (Neuruppin Hbf – Herzberg (Mark) 1946) 121m (Neuruppin Hbf – Neuruppin (Rheinsberger Tor) 1946) |                                      |                                      |
| Streckenlänge: | 43,2 km |                                      |                                      |
| Spurweite: | 1435 mm (Normalspur) |                                      |                                      |
| Streckenklasse: | B2 (Neustadt–Werder) D4 (Werder–Herzberg) |                                      |                                      |
| | |                                      |                                      |
| \| \| \| von Hamburg \| \| \| \| \| von Pritzwalk \| \| \| \| 0,022 \| Neustadt (Dosse) \| 39 m \| \| \| \| nach Berlin \| \| \| \| \| nach Rathenow \| \| \| \| \| von Rathenow \| \| \| \| 4,500 \| Barsikow \| Barsikow \| \| \| 7,200 \| Metzelthin (Kr Kyritz) \| Metzelthin (Kr Kyritz) \| \| \| 10,000 \| Dessow (Mark) (früher Bf) \| Dessow (Mark) (früher Bf) \| \| \| 12,100 \| Emilienhof \| Emilienhof \| \| \| 15,820 \| Wildberg (b Neuruppin) (bis 2015 Bf) \| Wildberg (b Neuruppin) (bis 2015 Bf) \| \| \| 19,400 \| Gottberg \| Gottberg \| \| \| 21,530 \| Werder (b Neuruppin) \| Werder (b Neuruppin) \| \| \| \| Bundesautobahn 24 \| \| \| \| 25,500 \| Bechlin \| Bechlin \| \| \| 27,325 \| Infrastrukturgrenze RIN / DB Netz \| Infrastrukturgrenze RIN / DB Netz \| \| \| \| von Paulinenaue \| \| \| \| \| von Meyenburg \| \| \| \| 28,100 \| Neuruppin West \| Neuruppin West \| \| \| 28,800 \| Neuruppin (früher Neuruppin Hbf) \| 45 m \| \| \| 29,700 \| Neuruppin Rheinsberger Tor \| Neuruppin Rheinsberger Tor \| \| \| \| Anst Neuruppin Feuerlager \| \| \| \| \| Ruppiner See \| \| \| \| \| nach Kremmen \| \| \| \| 31,034 \| Infrastrukturgrenze DB Netz / RIN \| Infrastrukturgrenze DB Netz / RIN \| \| \| 32,100 \| Gildenhall \| Gildenhall \| \| \| 33,720 \| Altruppin \| Altruppin \| \| \| 37,900 \| Wulkow (b Neuruppin) \| Wulkow (b Neuruppin) \| \| \| \| militärische Anschlussbahn \| \| \| \| \| von Rheinsberg \| \| \| \| 43,415 \| Herzberg (Mark) \| 49 m \| \| \| \| nach Löwenberg \| \| \| \| \| \| \| \| Quellen: [1] \| \| \| \| | |                                      |                                      |
| Strecke | | von Hamburg                          | von Hamburg                          |
| Abzweig geradeaus und von links | | von Pritzwalk                        | von Pritzwalk                        |
| Bahnhof | 0,022 | Neustadt (Dosse)                     | 39 m                                 |
| Abzweig geradeaus und nach rechts | | nach Berlin                          | nach Berlin                          |
| Abzweig geradeaus und ehemals nach rechts | | nach Rathenow                        | nach Rathenow                        |
| Abzweig geradeaus und ehemals von rechts | | von Rathenow                         | von Rathenow                         |
| ehemaliger Bahnhof | 4,500 | Barsikow                             | Barsikow                             |
| ehemaliger Haltepunkt / Haltestelle | 7,200 | Metzelthin (Kr Kyritz)               | Metzelthin (Kr Kyritz)               |
| Blockstelle | 10,000 | Dessow (Mark) (früher Bf)            | Dessow (Mark) (früher Bf)            |
| ehemaliger Haltepunkt / Haltestelle | 12,100 | Emilienhof                           | Emilienhof                           |
| Blockstelle | 15,820 | Wildberg (b Neuruppin) (bis 2015 Bf) | Wildberg (b Neuruppin) (bis 2015 Bf) |
| ehemaliger Haltepunkt / Haltestelle | 19,400 | Gottberg                             | Gottberg                             |
| ehemaliger Haltepunkt / Haltestelle | 21,530 | Werder (b Neuruppin)                 | Werder (b Neuruppin)                 |
| Strecke mit Straßenbrücke | | Bundesautobahn 24                    | Bundesautobahn 24                    |
| ehemaliger Haltepunkt / Haltestelle | 25,500 | Bechlin                              | Bechlin                              |
| Wechsel des Eisenbahninfrastrukturunternehmens | 27,325 | Infrastrukturgrenze RIN / DB Netz    | Infrastrukturgrenze RIN / DB Netz    |
| Abzweig geradeaus und ehemals von rechts | | von Paulinenaue                      | von Paulinenaue                      |
| Abzweig geradeaus und von links | | von Meyenburg                        | von Meyenburg                        |
| Haltepunkt / Haltestelle | 28,100 | Neuruppin West                       | Neuruppin West                       |
| Dienststation / Betriebs- oder Güterbahnhof | 28,800 | Neuruppin (früher Neuruppin Hbf)     | 45 m                                 |
| Haltepunkt / Haltestelle | 29,700 | Neuruppin Rheinsberger Tor           | Neuruppin Rheinsberger Tor           |
| ehemalige Blockstelle | | Anst Neuruppin Feuerlager            | Anst Neuruppin Feuerlager            |
| Brücke über Wasserlauf | | Ruppiner See                         | Ruppiner See                         |
| Abzweig geradeaus und nach rechts | | nach Kremmen                         | nach Kremmen                         |
| Wechsel des Eisenbahninfrastrukturunternehmens | 31,034 | Infrastrukturgrenze DB Netz / RIN    | Infrastrukturgrenze DB Netz / RIN    |
| Haltepunkt / Haltestelle | 32,100 | Gildenhall                           | Gildenhall                           |
| Bahnhof | 33,720 | Altruppin                            | Altruppin                            |
| ehemaliger Bahnhof | 37,900 | Wulkow (b Neuruppin)                 | Wulkow (b Neuruppin)                 |
| Abzweig geradeaus und ehemals nach links | | militärische Anschlussbahn           | militärische Anschlussbahn           |
| Abzweig geradeaus und von links | | von Rheinsberg                       | von Rheinsberg                       |
| Bahnhof | 43,415 | Herzberg (Mark)                      | 49 m                                 |
| Strecke | | nach Löwenberg                       | nach Löwenberg                       |
| | |                                      |                                      |
| Quellen: | |                                      |                                      |

Die Bahnstrecke Neustadt–Herzberg ist eine Bahnstrecke in Brandenburg. Die ursprünglich von der Ruppiner Kreisbahn betriebene eingleisige Nebenbahn führt von Neustadt (Dosse) über Neuruppin nach Herzberg (Mark). Im Dezember 2006 wurde der Personenverkehr eingestellt.

## Bau und Eröffnung
Am 12. Juli 1897 erhielt die Ruppiner Kreisbahn AG die Baugenehmigung für die Strecke und am 25. Juni 1901 wurde die Konzession erteilt. Die Strecke wurde am 1. November 1902 für den Personenverkehr eröffnet.

## Geschichte (vor 2000)

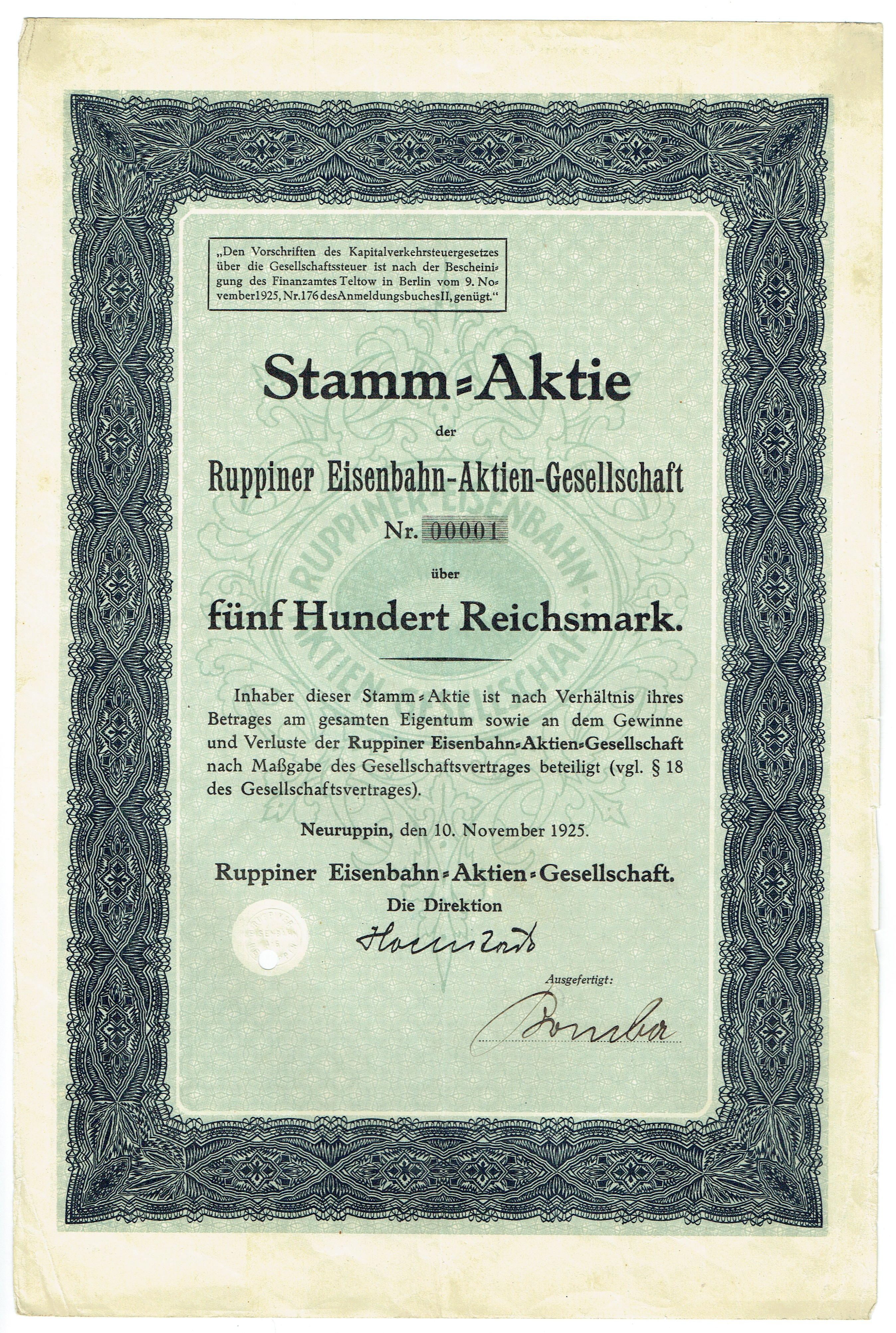
Die erste Aktie der Ruppinger Eisenbahn-AG vom 10. November 1925

Die Gesellschaft vereinigte sich am 15. März 1913 mit der Kremmen-Neuruppin-Wittstocker Eisenbahn-Gesellschaft (KWE), welche schon seit 1905 Betriebsführer der Strecke war. Die neue Gesellschaft führte den Namen Ruppiner Eisenbahn AG; ihr Sitz war die Kreisstadt Neuruppin.
Diese übernahm später auch die Löwenberg-Lindow-Rheinsberger und die Paulinenaue-Neuruppiner Eisenbahn.
Im Jahre 1949 ging die Strecke, wie die meisten Bahnstrecken der DDR, in den Besitz der Deutschen Reichsbahn über und gehörte dort zur Reichsbahndirektion Schwerin. Mit der Auflösung der Deutschen Reichsbahn kam die Strecke am 1. Januar 1994 zur Deutschen Bahn AG.

## Geschichte (nach 2000)

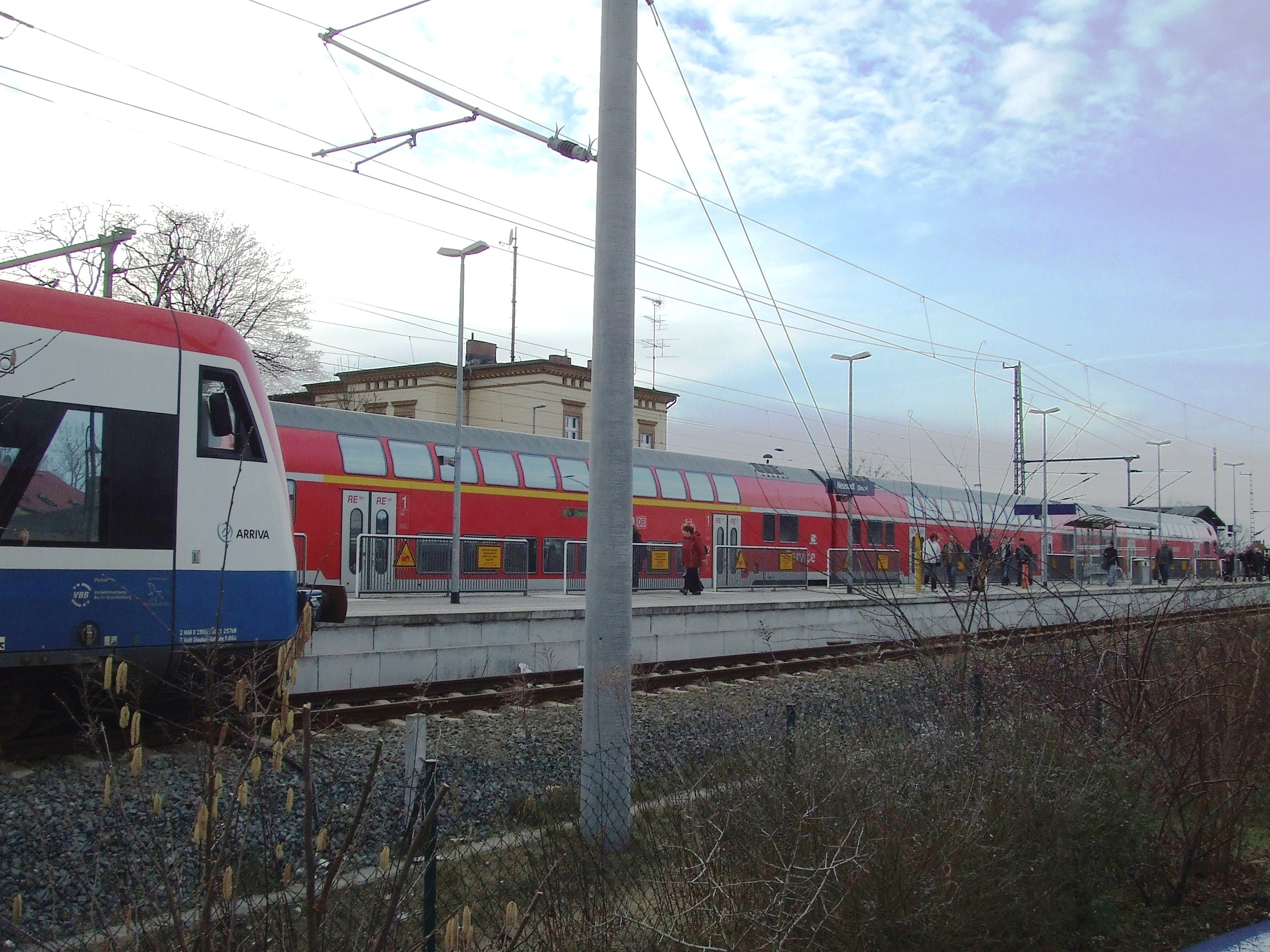
Bahnhof Neustadt (Dosse)

Die Strecke wurde zuletzt zwischen Herzberg und Neuruppin (KBS 209.54) jeweils alle zwei Stunden durch die Regionalbahnlinien RE6 und RB54, auf dem Streckenabschnitt Neuruppin–Neustadt (Dosse) (KBS 209.53) ebenfalls alle zwei Stunden durch die PE53 bedient.
Am 9. Dezember 2006 wurde der Personenverkehr eingestellt.
Aufgrund von Bauarbeiten an der Bahnstrecke Berlin–Rostock wurde die Strecke zwischen Neuruppin Rheinsberger Tor und Herzberg vom 11. Juni 2012 bis zum 13. Oktober 2013 wieder für den Personenverkehr genutzt. In dieser Zeit fuhren die nur im Sommerhalbjahr verkehrenden Züge von Berlin nach Rheinsberg nicht über Löwenberg (Mark), sondern über Neuruppin.
Für eine Reaktivierung des Güterverkehrs auf dem Abschnitt Neuruppin–Neustadt (Dosse) setzten sich verschiedene örtliche Initiativen ein. Dazu dient das Projekt HUB 53/12°, das ein Logistikzentrum für den Eisenbahngüterverkehr als kommunale Initiative der Städte Güstrow, Pritzwalk und Neuruppin sowie des Kleeblatt-Verbunds mit Gumtow, Kyritz, Neustadt (Dosse) und Wusterhausen/Dosse vorsieht. Eine erste Maßnahme war der Verkauf der Bahnstrecke Neustadt–Herzberg von DB Netz an die in Putlitz ansässige RegioInfra GmbH (RIG) Ende 2010, die auch im April 2011 die Betriebsführung übernahm. Daraufhin konnte die RIG im August desselben Jahres mit den angrenzenden Kommunen einen Vertrag zur anteiligen Übernahme der Betriebskosten schließen. Im April 2012 fuhr erstmals ein Güterzug auf dem neuen Anschluss zum Gewerbegebiet Temnitzpark in der Nähe von Werder. Zwischenzeitlich entwickelte sich der Güterverkehr sehr positiv. So wird der Gleisanschluss zum Gewerbegebiet Temnitz mittlerweile regelmäßig mit zwei Zugpaaren pro Woche bedient. Im früheren Bahnhof Altruppin schlägt ein Unternehmer an einer direkt an das Streckengleis gebauten Ladestraße in Ganzzügen antransportierten Dünger um.

## Betriebsstellen
Der Bahnhof Herzberg (Mark) wurde bereits am 10. August 1896 an der Löwenberg-Lindow-Rheinsberger Eisenbahn eröffnet; die beiden Stationen in Neuruppin 1899 mit der Eröffnung der Strecke Kremmen–Wittstock. Die übrigen Zwischenstationen gingen mit der Aufnahme des Personenverkehrs am 1. November 1902 in Betrieb bis auf den Haltepunkt Gildenhall, der erst nach 1914 eröffnet wurde.
Am 22. Mai 1993 wurde die Bedienung Metzelthins eingestellt. Die Stationen Wulkow, Bechlin, Gottberg, Emilienhof und Barsikow folgten am 27. Mai 1995. Die Personenhalte im alten Bahnhof Neuruppin entfielen im Jahr 2000 und wurden zum neuen Haltepunkt Neuruppin West verlegt. Bis zur Einstellung des Personenverkehrs zwischen Herzberg und Neustadt am 9. Dezember 2006 waren noch die Halte Altruppin, Gildenhall, Neuruppin Rheinsberger Tor, Neuruppin West, Werder, Wildberg und Dessow in Betrieb. Die Betriebsstellen der Strecke (außer den beiden Neuruppiner Stationen) übernahm die RegioInfra GmbH. Diese Firma hält sie weiterhin betriebsfähig.